# 蹉跎神社
蹉跎神社（さだじんじゃ）は、大阪府枚方市にある神社。旧社格は郷社。（「跎」は{足它}）

## 祭神
菅原道真公 - 神体は菅原道真の坐像で、道真が自ら作ったものと伝えられる。

## 歴史

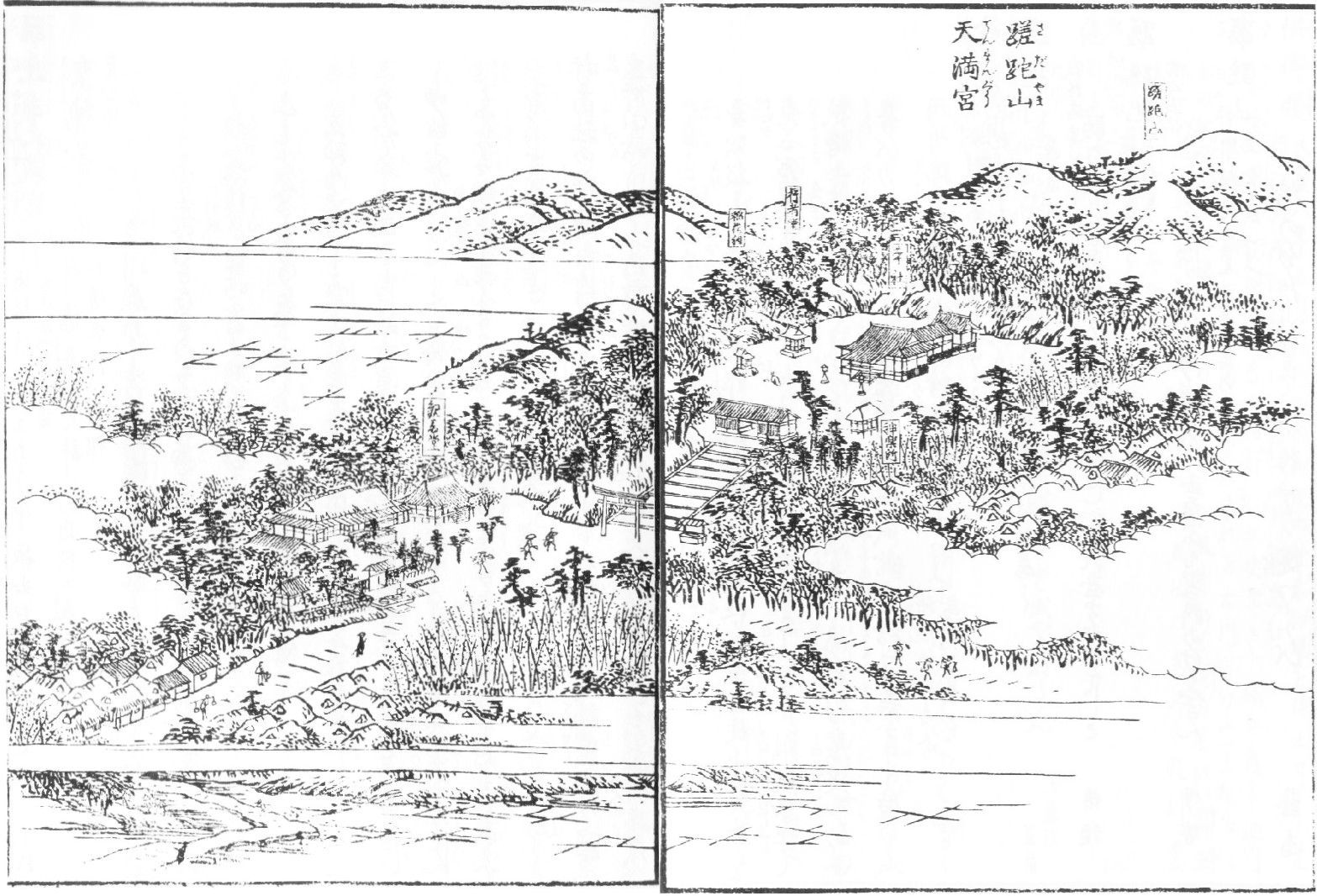
河内名所図会より「蹉跎山天満宮」 秋里籬島(著)、丹羽桃渓(画)

延喜元年（901年）、菅原道真が大宰府へ左遷される途中、山の上で休憩し、都の方を望んで名残を措しんだ。その場所を「菅相塚」という（現寝屋川市菅相塚町）。その後を娘の苅屋姫が追いかけたが、あと少しの所で間に合わず、足摺り（＝蹉跎）して嘆いたという。ここから、その山を「蹉跎山」と呼ぶようになった。大宰府でその話を聴いた道真は、三尺二寸の自身の木像を作って娘に送ったという。天暦5年（951年）、蹉跎山に社殿を造営して木像を祀り、近隣25箇村の産土神としたのが当社の始まりと社伝に伝える。
慶長19年（1614年）の大坂冬の陣で社殿は焼失したが神像は無事で、現在地に遷座して中振・出口両村の産土神として再建された。明治5年、走谷村の産土神であった加茂健豆美命神社を合祀して郷社に列格した（加茂健豆美命神社は明治12年に分祀再建）。現在の社殿は明治22年3月に改築されたものである。
江戸時代まで、境内には聖徳太子が開基したと伝えられる龍光寺があった。当社創建後は宮寺とされていたが、明治の神仏分離で廃され、仏像や曼陀羅などは近くの浄土院に移された。

## 境内
中振の集落から当社まで真っ直に参道が伸び、「蹉跎参道」と呼ばれている。現在は、京阪本線と大阪府道21号八尾枚方線が参道を横切っている。八尾枚方線との交点の角に社名標があり、その近くに一の鳥居が立っている。参道は坂道で、二の鳥居からは石段となる。二の鳥居の前に社務所がある。境内には、本殿、摂社、神楽殿、神牛社などがある。

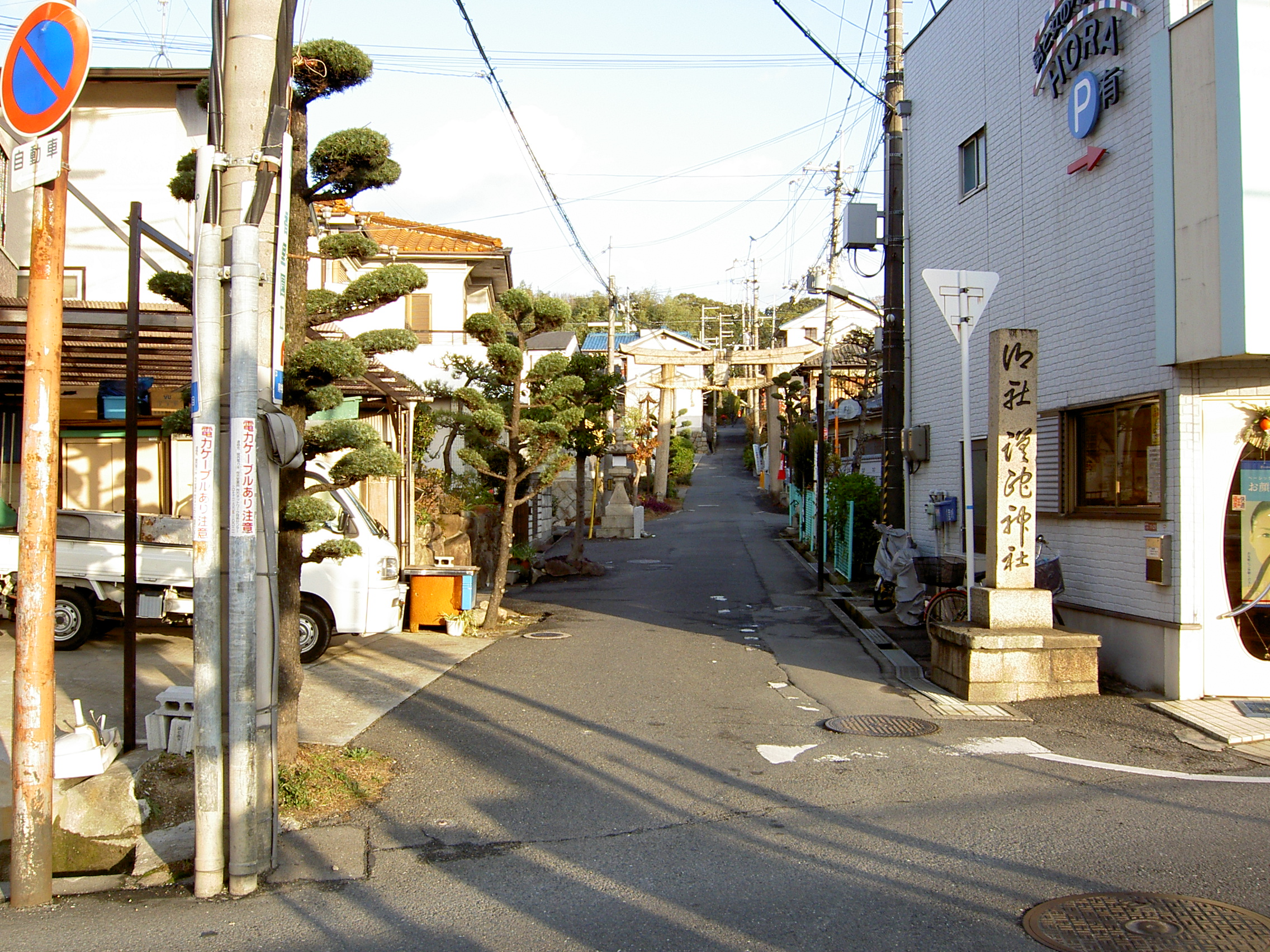
参道
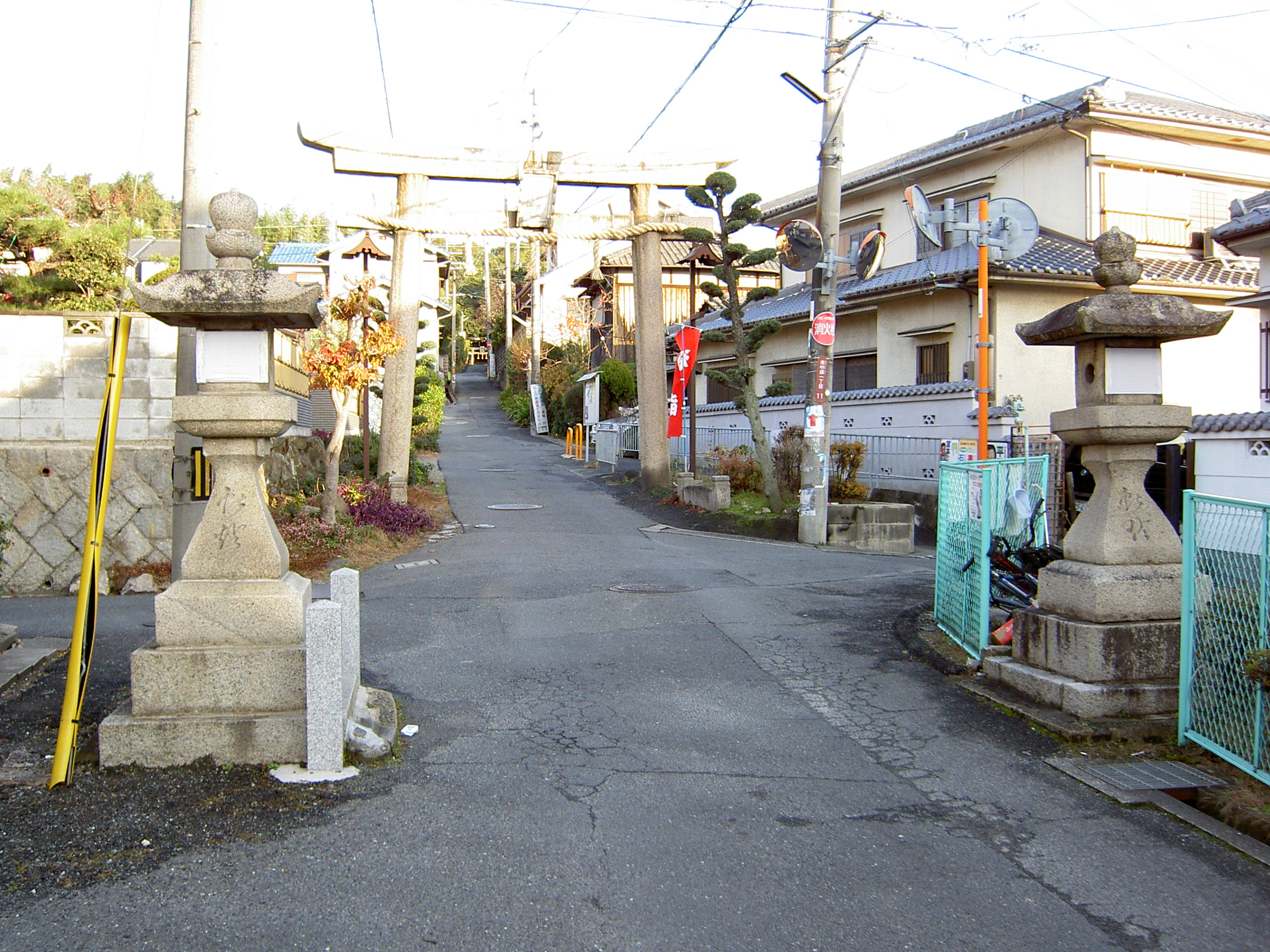
一の鳥居
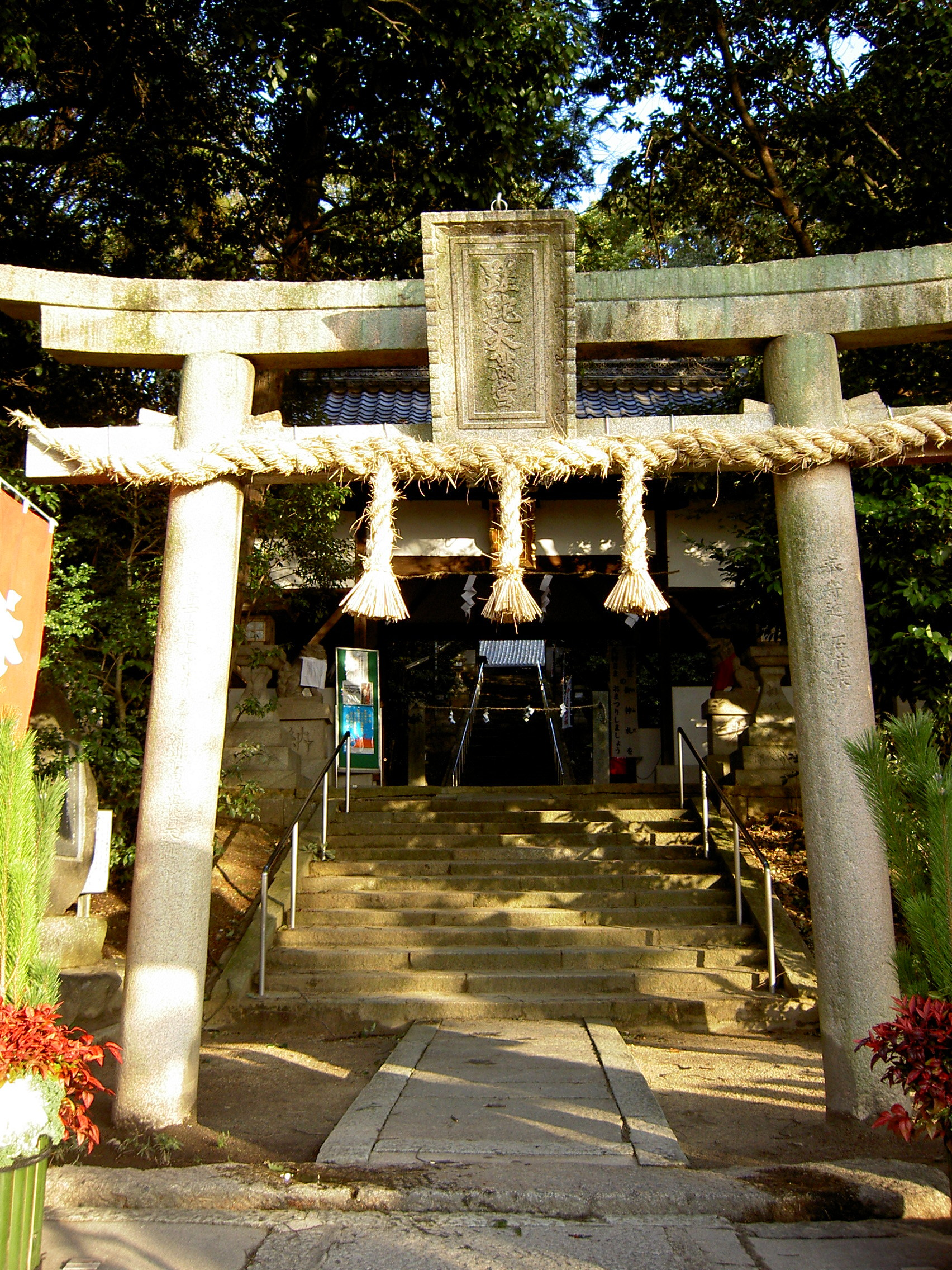
二の鳥居
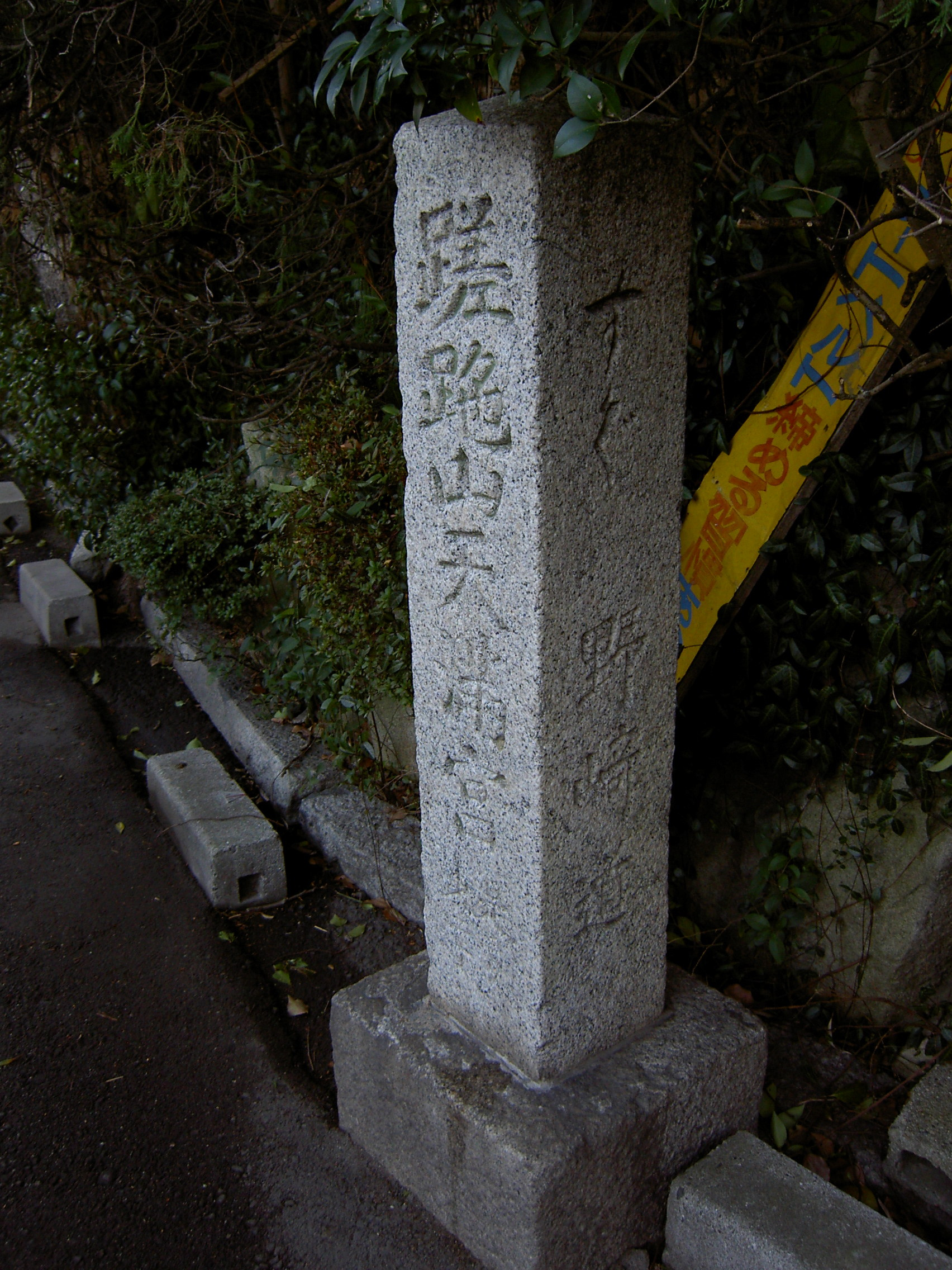
道標
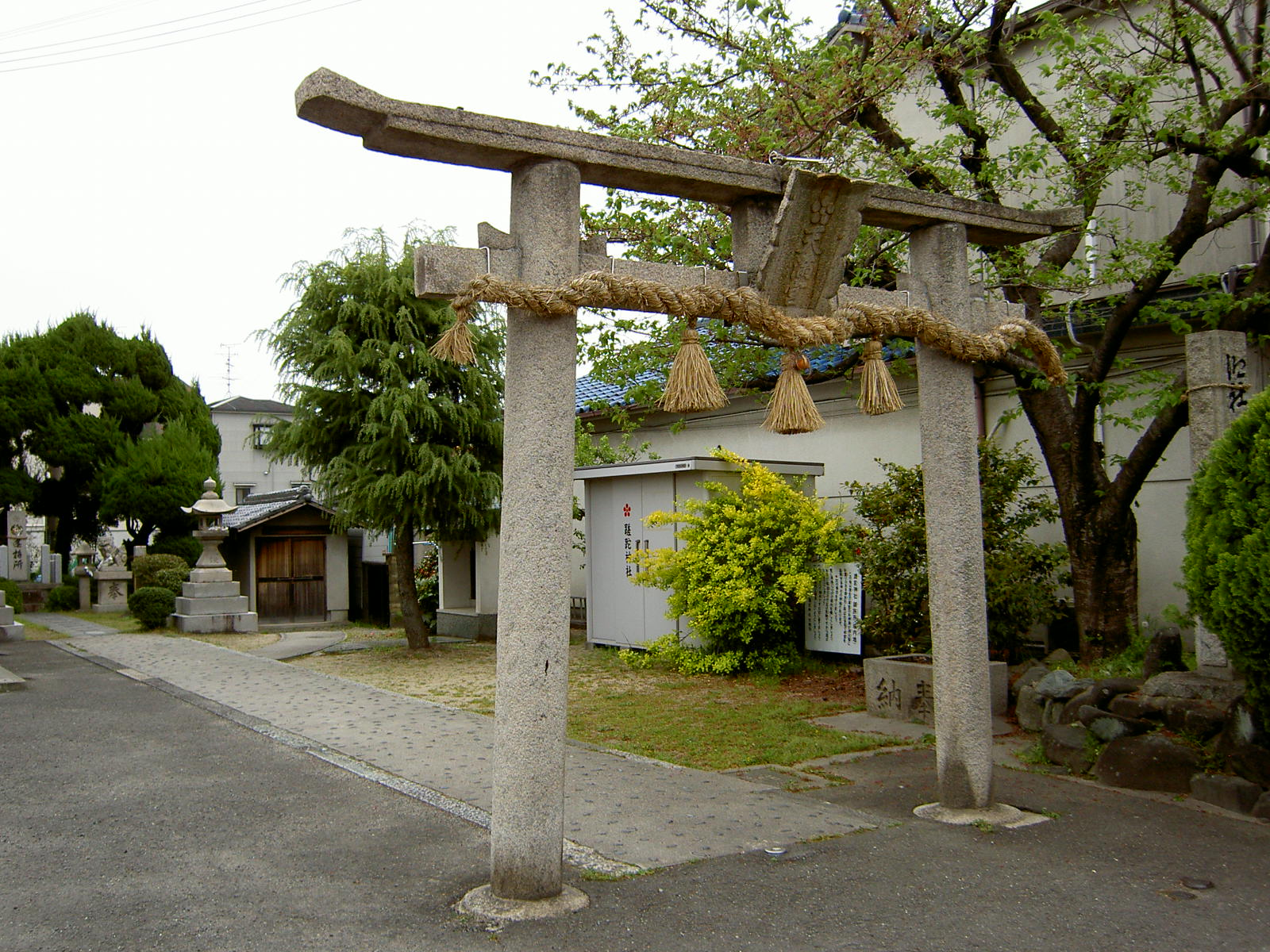
御旅所
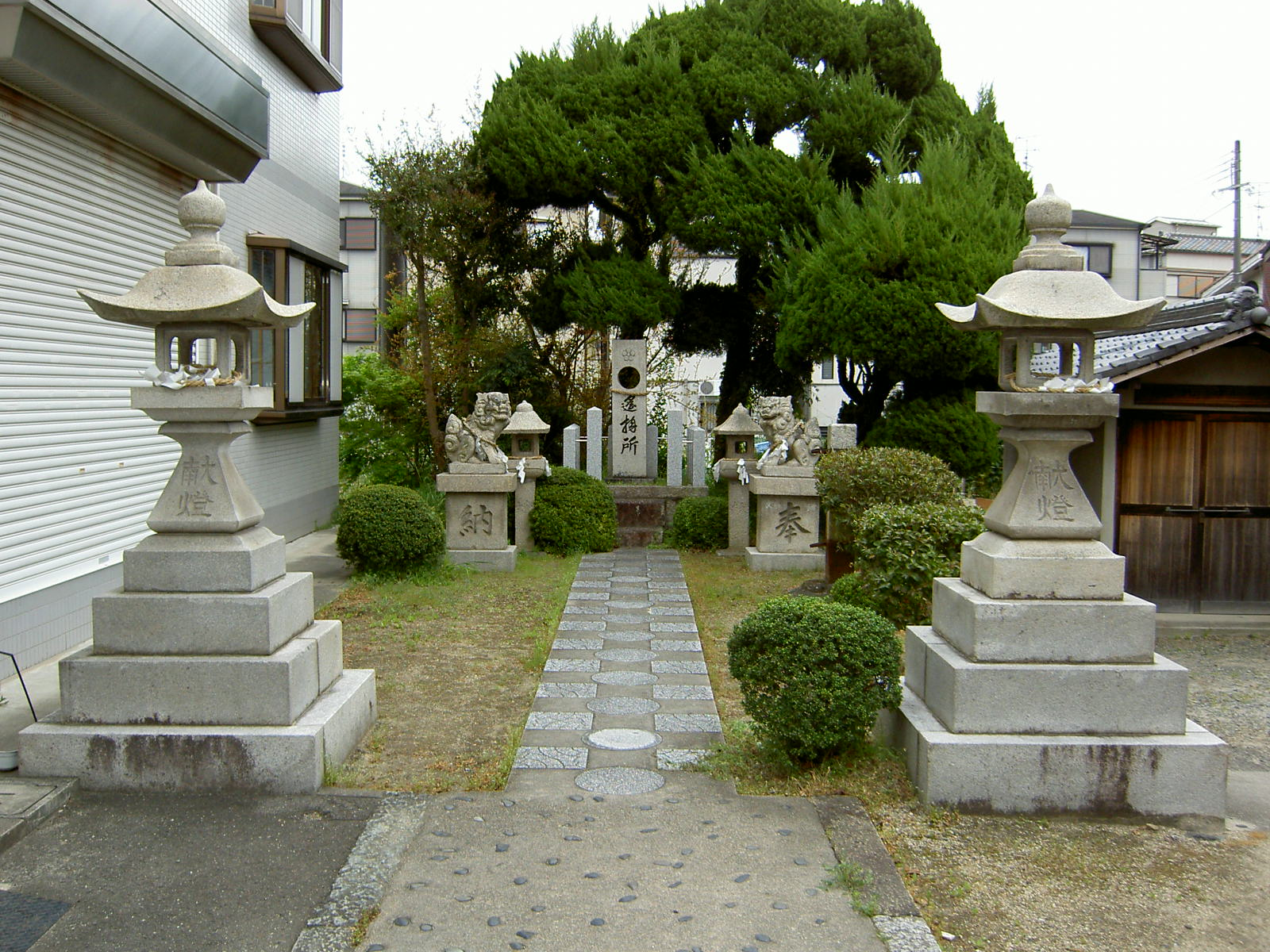
御旅所 遥拝所

## 境内社
摂社
- 皇太神宮
- 金比羅神社（事代主神）
- 春彦神社（市寸島毘売尊）
- 稲荷神社

枚方市出口の集落に御旅所があり、例大祭の日には神輿が渡御する。御旅所の敷地の奥には本宮の遙拝所がある。

## 年中行事
- 歳旦祭　　（1月1日）
- 節分祭　　（2月3日）
- 春祭　　　（4月15日）
- 六月大祓　（6月30日）[注釈 1]
- 秋祭　　　（10月15日）
- 七五三参り (11月15日)
- 新嘗祭　　（11月23日）
- 年越大祓　（12月31日）

上記の内、節分祭と秋祭りでは神社前に出店が出る。

## 現地情報
所在地
- 大阪府枚方市南中振1-7-18

交通アクセス
- 最寄駅：京阪本線 光善寺駅下車後、徒歩約7分（南東へ約500m）